# Teenage Mutant Ninja Turtles: Danger of the Ooze
Teenage Mutant Ninja Turtles: Danger of the Ooze (с англ. — «Черепашки мутанты ниндзя: Мутагенная угроза») — компьютерная игра, разработанная компанией WayForward Technologies и изданная компанией Activision в 2014 году. Вторая игра, основанная на мультсериале 2012 года, включающая элементы из второго и третьего сезонов. 3 ноября 2015 года игра была перевыпущена для Nintendo 3DS на одном картридже с Teenage Mutant Ninja Turtles в составе бандла Teenage Mutant Ninja Turtles: Master Splinter’s Training Pack. В январе 2017 года у Activision истекла лицензия на франшизу Teenage Mutant Ninja Turtles, в результате чего игра была снята с продажи на вех цифровых площадках.

## Сюжет
Четыре черепашки должны помешать Шреддеру получить Супер-Мутаген и создать смертоносную армию мутантов, призванную уничтожить весь город.

## Разработка
Игра была анонсирована компанией Activision 4 сентября 2014 года. Она была выпущена для PlayStation 3 и Xbox 360 28 октября 2014 года, а выпуск на Nintendo 3DS был отложен до 11 ноября 2014 года, поскольку команде нужно было дополнительное время на адаптацию графики.

## Критика
Игра получила смешанные отзывы критиков. Кэссиди Мосер из IGN оценил игру в 5 баллов из 10, назвав её «безыдейной и безжизненной», похвалив, однако, добротный, хотя и незамысловатый, дизайн уровней и элементы исследования мира. Мэтт Гэндер из Games Asylum оценил игру в 6/10, похвалив хороший геймплей и фансервис, несмотря на ограниченный бюджет игры, отметив прогресс по сравнению с предыдущими играми Activision по франшизе TMNT.